# Feminist Library
La Feminist Library est une bibliothèque féministe installée dans la banlieue de Londres, fondée en 1975, par un groupe de femmes pour que l'histoire du mouvement de libération ne tombent pas dans l'oubli.

## Description
Elle est fondée en 1975 par un groupe de femmes afin de s'assurer que l'histoire du mouvement de libération des femmes ne tombent pas dans l'oubli. À l'époque, il s'agissait du Women's Research and Resource Centre et servait de point de rassemblement pour les membres de la Deuxième vague féministe. Diana Leonard et Leonore Davidoff font partie des fondatrices,.
La bibliothèque publie un bulletin d'information et organise des événements tels que des soirées cinéma et des lancements de livres. Elle possède également une librairie annexe qui offre de nombreux ouvrages féministes de fiction, de non-fiction et de zines.
La Feminist Library offre aussi des ressources en ligne, telles que des expositions numériques et une collection numérisée d'affiches et de brochures. Une section dédiée aux ressources féministes et littéraires est disponible sur son site web.

## Historique
La bibliothèque fait face à une crise financière en 2003 lorsque la municipalité de Lambeth, commune du Grand Londres décide d'augmenter considérablement le loyer de l'immeuble qui abrite les collections.
Quatre ans plus tard, en 2007, le comité de gestion convoque une réunion d'urgence pour alerter sur la situation financière et mobiliser les citoyens. La bibliothèque est sauvée, mais elle dépend des subventions pour survivre. Les heures d'ouverture sont élargies en 2013 - 2014, mais dépendent de la disponibilité des bénévoles.
En janvier 2010, la bibliothèque annonce qu'elle reçoit une subvention de Awards for All, Elle utilise ce fonds pour former des bénévoles à un mode de gestion économique alternatif en utilisant la bibliothèque elle-même comme une ressource. En mars 2010, une quinzaine de bénévoles sont choisies parmi de nombreuses candidates et commencent à travailler à la bibliothèque en avril 2010. L'une des stagiaires a écrit un blog anonyme relatant son expérience. La bibliothèque dispose de salles qu'elle loue à des associations féministes. La hiérarchie entre salariées est abolie. L'accès à la bibliothèque est gratuit.
The Feminist Library déménage plusieurs fois à cause de hausses de loyers; à Islington, à Clerkenwell, à Embankment, à Southwark, puis Peckam où elle réside depuis 2019,.
En mars 2016, la bibliothèque est à nouveau menacée à la suite d'une augmentation du loyer. 15 700 internautes signent une pétition en ligne. Les autorités locales du sud de Londres accordent un délai à la bibliothèque. Au printemps 2017, la bibliothèque féministe déménage dans d'anciens garages transformés en bureaux que les autorités locales mettent à sa disposition.
En 2021, la bibliothèque spécialisée reçoit une subvention de 63 400 £ du National Lottery Heritage Fund pour son projet Preserving and Promoting Herstories. Cette subvention permet le catalogage et à la conservation de plus de 1500 titres de périodiques féministes. Les heures d’ouverture au public de la bibliothèque sont augmentées. Ses archives, l’une des collections les plus complètes sur le féminisme, sont accessibles plus facilement par le public.

## Collection
En 1975, la bibliothèque possède une collection de documents contemporains. En 2010, elle est considérée comme la plus importante bibliothèque féministe en Angleterre. Elle comporte environ 7 500 livres, dont 5 000 documentaires, 500 livres de poésie et plus de 1 500 périodiques, ainsi que de nombreux ouvrages auto-publiés. La collection couvre plus de 85 mètres de rayonnages. Les titres les plus anciens datent de 1900. La bibliothèque possède également un grand nombre de brochures et pamphlets, actuellement déposées à la Bishopsgate de l'Institut.

## Système de classification
En 1978, les responsables de la bibliothèque constatent que les systèmes de classification classiques des bibliothèques ne conviennent pas pour la collection documentaire de la Feminist Library. Un système unique et non-patriarcal est alors créé par la bibliothécaire Wendy Davies. Il s'agit du premier système de classification dont les femmes sont le point central d'organisation, au lieu d’être une sous-catégorie. Ce système de classification a été adopté par d'autres bibliothèques féministes à travers le monde.
Le système divise les documents en 17 catégories de A à P. Soit : A. Général; B. Histoire; C. Société, coutumes et croyances; D. Éducation; E. Politique (incluant le mouvement de libération des femmes); F. Santé (incluant la santé mentale, la psychologie et la socialisation); G. Sexualité; H. Modes de vie; I. Travail; J. La loi et les droits; K. Crimes contre les femmes; L. Communications; M. Médias; N. Arts; P. Loisirs, sports, femmes et enfants.
La cote d'un document est composée de 4 éléments. Tout d’abord, la lettre correspondant à sa catégorie. En deuxième, une ligne de 1 à 3 lettres délimitant l’intersectionnalité des sujets. Puis, une ligne de 1 à 3 chiffres selon une table auxiliaire délimitant les aspects tels que ; le temps, le lieu, la langue et la forme. Finalement, la dernière ligne est composée des 3 premières lettres de nom de l’auteur.
Des points de couleurs sont également utilisés afin d’identifier plus facilement les sujets : le rouge est associé aux femmes de couleur, le jaune aux femmes de la classe ouvrière, le mauve aux femmes ayant un handicap, le blanc aux femmes juives, l’orange aux femmes de la communauté LGBT et le vert aux femmes irlandaises. Ces points sont aussi affichés sur les ouvrages de fiction.
Les ouvrages non-documentaires, c’est-à-dire, de fiction, de poésie, de théâtre ainsi que les livres pour enfants sont classés par auteur.